# Рондинелла
Рондинелла — итальянский технический сорт винограда.
Почти вся общая мировая площадь виноградников составляет 2481 гектаров и находится в регионе Венето на севере Италии, а виноград используется для производства вин из винодельческих регионов Вальполичелла и Бардолино. В этих винах Рондинелла всегда присутствует в купаже с сортом Корвина (который, как показал анализ ДНК, является родительским сортом) в качестве второстепенного компонента наряду с сортами Корвиноне и Молинара. Виноград имеет довольно нейтральный вкус, но любим виноградарями за его высокую урожайность.
Виноградная лоза очень устойчива к болезням и дает виноград, который, хотя и не обязательно имеет высокий уровень сахара, хорошо сохраняет ароматические и вкусовые качества при подсушивании и потому используется для производства известных соломенных вин региона Вальполичелла, таких как Речото и Амароне.